# Torpille légère Type 97 (G-RX4)
La torpille légère Type 97 (97式短魚雷, 97 Shiki Tan Gyorai) est une torpille à courte portée développée et construite par Mitsubishi Heavy Industries pour la Force maritime d'autodéfense japonaise. Ce type de torpille, comme beaucoup d’autres systèmes d’armes japonais modernes, n’est pas exporté.

## Développement
À la fin de la guerre froide, les sous-marins nucléaires d'attaque soviétiques étaient capables de se déplacer à plus grande vitesse et de plonger à plus grande profondeur, ce qui rendait les torpilles utilisées par la marine américaine et la JMSDF, comme la torpille Mark 46, moins capables de les affronter. Il fallait donc développer un nouveau type de torpille.
Les États-Unis ont lancé un nouveau type de torpille, la torpille Mark 50, utilisant un détecteur infrarouge et une pompe en boucle fermée avec une unité de traitement intégrée pour analyser les ondes sonores sous-marines pour l’acquisition de cibles. Ce type de torpille peut également être utilisé pour intercepter d’autres torpilles. Les sous-marins soviétiques, cependant, ont développé des capacités d’adaptation, telles que l’utilisation de leurres et le brouillage du système de détection, ce qui rend plus difficile pour la torpille de trouver sa cible.
En 1989, un nouveau projet de torpille, la G-RX4, a été lancé par le Japon pour développer les améliorations nécessaires et commencer à fabriquer des prototypes. En 1997, la nouvelle torpille a été approuvée et mise en service et elle s’appelle désormais Type 97. La torpille équipe maintenant les avions anti-sous-marins Kawasaki P-1 et Lockheed P-3 Orion de la JMSDF et les tubes lance-torpilles Mk 32 SVTT sur les navires de surface.